# 妄想ニホン料理
『妄想ニホン料理』（もうそうニホンりょうり）は、NHK総合テレビジョンで放送された料理や食材を題材としたバラエティ番組である。

## 概要
「日本料理を見たことがない外国の料理人が、もし簡単な説明だけを基に日本料理を作ることになったら、どのような妄想をするのか」というテーマで、カメラが各国に赴いて実際に料理をしてもらう”異文化交流クッキングバラエティ”番組である。2012年12月27日と2013年3月27日、8月24日の3回にわたって特別番組として放送され、2013年10月5日より土曜日 23:30 - 24:00（再放送：次週土曜日〔金曜深夜〕1:40 - 2:10のミッドナイトチャンネル枠内）にレギュラー化された。
その後2014年10月から翌年3月にシーズン2を放送、2015年度のシーズン3は金曜20時台で月1回放送。
オープニングアニメのキャラクターデザインをはじめ、タイトル文字のデザイン、出演者の似顔絵やコーナータイトルデザインはboojilが担当する。テーマ曲は鹿児島県に伝わる遊び歌「茶わんむしの歌」をサカキマンゴーがアレンジした「茶わんむしのクンビア」である。
2015年10月30日にKADOKAWA メディアファクトリーより、単行本「妄想ニホン料理: Cook The Unknown」（ISBN 9784040679747）が出版された。

## 内容
挑戦者となるのは国を代表するシェフや大衆食堂の他、酒場の主人、パティシエ、パン職人などさまざまな食に関わる人々である。1回の放送で1つの料理を取り上げ、毎回2か国からそれぞれ数人ずつの料理人が妄想料理に挑戦する。料理の名前と、その料理にまつわる3つのヒントだけが提示される。概ね料理の名前の意味や外見、感触、またどのような場面で食べられるかといった大まかな情報だけが与えられ、材料や製法に言及されることはあまりない。材料がその国に流通していない場合も多いうえに、中には民間語源や「出来上がりを日本語で言うと『トロトロ』」（親子丼）、「弁当に入れると悲劇的結末を迎える」（がんもどき）、「刑事ドラマで犯人の心を開くのに使う」（カツ丼）など、難解なヒントが出されることが多く、中には酒盗や福神漬けといった料理では無く食材が出されることもある。各国の料理人たちは少ない情報に悩まされながら、時にその地の食材や文化を織り交ぜ、時に自身がイメージする日本像を意識し、まったく新しい料理を生み出してゆくことになる。時には回答者がヒントを無視することがある。料理によっては最後に料理人に本当の料理の姿を明かし、リアクションを放送するケースもある。
多くの回でスタジオに料理研究家を招いて、司会とゲストと共にVTRに登場した妄想料理を日本の家庭で出来る範囲で再現するコーナーがある。月に1度は「国内編」と称し、国内の遠く離れた2カ所の郷土料理を取り上げ、互いの地域の料理を妄想し合う形式となる。また、稀ではあるが海外の料理人が日本の料理人に対して出題するケースもあった。

## 出演
- 清水ミチコ - MC、初回から
- 栗原類 - MC、初回から毎週レギュラー時代まで　スタジオ出演時は女性もののヘアスタイルになっている（三つ編みおさげやツインテール、ポニーテールなど）
- ムロツヨシ - MC、月1回レギュラー時代
- 濱田マリ - ナレーション、初回から

この他に、ゲスト出演者が登場する回が多い。

## 放送時間
2013年度（2013年10月 - 2014年3月）
- 本放送：土曜日 23:30 - 0:00
- 再放送：土曜日 1:40 - 2:10（金曜日深夜）

2014年度（2014年10月 - 2015年3月）
- 本放送：土曜日 23:30 - 0:00
- 再放送：金曜日 2:00 - 2:30（木曜日深夜）

2015年度
- 本放送：金曜日 20:00 - 20:43（原則として月1回、一部地域は差し替えあり）
- 再放送：土曜日 10:05 - 10:48（一部地域は差し替えあり）、火曜日 15:15 - 15:58

## 放送リスト
「結果・食材」欄は主にスタジオで料理法が紹介された料理のみ食材を記す。

### 特番
| 回数 | 放送日         | サブタイトル            | 料理               | 挑戦者 | 結果・食材           |
| ---- | -------------- | ----------------------- | ------------------ | --- | -------------------- |
| 1    | 2012年12月27日 | -                       | 親子丼             | イタリア人・タイ人 | -                    |
| 2    | 2013年3月27日  | ベロベロな泥沸かし?の巻 | べろべろ           | 沖縄県 | -                    |
| 2    | 2013年3月27日  | ベロベロな泥沸かし?の巻 | ドゥルワカシー     | 石川県 | -                    |
| 3    | 2013年8月24日  | 夏スペシャル            | 冷やしタヌキ       | イタリア人・ベトナム人 | -                    |
| 3    | 2013年8月24日  | 夏スペシャル            | 南蛮漬け           | スペインのバスク人（サン・セバスティアンの料理クラブ『ソシエダ』会員） ポルトガル人（ポルトとポンテ・デ・リマ（pt）の料理人） | 生えびと彩り野菜風 - |
| 4    | 2014年4月28日  | 春のスイーツ特集        | ファット・ラスカル | 日本の創作菓子職人 | -                    |
| 4    | 2014年4月28日  | 春のスイーツ特集        | 落雁               | イギリス菓子職人（後に1期13回にも登場）                                                                                       | -                    |

### レギュラー

#### シーズン1（2013年度）
| 回数 | 放送日         | サブタイトル                             | 料理       | 挑戦者 | 結果・食材                                                                             |
| ---- | -------------- | ---------------------------------------- | ---------- | --- | -------------------------------------------------------------------------------------- |
| 1    | 2013年 10月5日 | あなたの精力 串刺します かば焼きの巻     | 蒲焼       | トルコ人 ベトナム人 | 羊肉使用で白ソース仕立て -                                                             |
| 2    | 10月12日       | コン!なおすし見たことない いなりずしの巻 | 稲荷寿司   | イタリア人 ネパール人 | 赤ワインリゾット風 -                                                                   |
| 3    | 10月19日       | 本物よりもガーンとくる がんもどきの巻    | がんもどき | 台湾人(台中） オーストリア人（ウイーン） | - そば使用                                                                             |
| 4    | 11月1日        | ろくべえVSしんごろう 人名料理対決の巻    | しんごろう | 長崎県対馬市 | -                                                                                      |
| 4    | 11月1日        | ろくべえVSしんごろう 人名料理対決の巻    | ろくべえ   | 福島県南会津町 | -                                                                                      |
| 5    | 11月2日        | 三ツ星シェフも参戦 親子丼の巻            | 親子丼     | バスクの三ツ星料理人マルティン・ベラサテギ スペイン人 ネパール人                                                                               | - イカとイカスミ、ムール貝使用 -                                                       |
| 6    | 11月9日        | 勝って容疑者の口を割れ カツ丼の巻        | カツ丼     | 中国人 マカオ人（元婦警） オーストリア人 | - アワビとほたて -                                                                     |
| 7    | 11月16日       | ダテな殿様大喜び ふくめんVSすっぽこの巻  | ふくめん   | 宮城県美里町 | -                                                                                      |
| 7    | 11月16日       | ダテな殿様大喜び ふくめんVSすっぽこの巻  | すっぽこ   | 愛媛県宇和島市 | -                                                                                      |
| 7    | 11月30日       | 愛がまんまる メロンパンの巻              | メロンパン | フランス人（16区パン職人・バスティーユ広場のパティシエ） トルコ人                                                                              | - オリーブ・ハーブ入り                                                                 |
| 8    | 12月7日        | 沼にズブズブ ぬたの巻                    | ぬた       | スペイン人 台湾人 | マグロのフォアグラソース -                                                             |
| 9    | 12月14日       | 婚活料理いただきます!の巻                | けいらん   | 鳥取県米子市・境港市 | -                                                                                      |
| 9    | 12月14日       | 婚活料理いただきます!の巻                | いただき   | 青森県むつ市 | -                                                                                      |
| 9    | 12月21日       | 堤防より愛をこめて 土手鍋の巻            | 土手鍋     | オランダ人 バングラデシュ人 | カレイのスパイスソース風味 -                                                           |
| 10   | 2014年 1月10日 | 冬スペシャル 明けまして おめだて巻きの巻 | 伊達巻き   | ウィリアム・ルドゥイユ氏（以下3組フランス） パリ19区のビストロ ル・アーブル 広東料理店2店（以下2組香港） 動物点心師                            | オマール海老のほうれん草ロールのエキゾティックスープ - ウサギ形の中華まん              |
| 11   | 1月11日        | 七つの海を制するのは? 軍艦巻きの巻       | 軍艦巻     | イギリス人（ポーツマスの海軍クラブ、 ケンブリッジシャー・クワイの17世紀風パブ） スペイン人（カディスとマドリードの居酒屋）                     | 白身魚と3種のソースのボート型パイ （ホワイトソース、ブルーチーズ風味、トマトソース） - |
| 12   | 1月18日        | けんちゃん、しもつかれ!の巻              | けんちゃん | 栃木県 | -                                                                                      |
| 12   | 1月18日        | けんちゃん、しもつかれ!の巻              | しもつかれ | 香川県 | -                                                                                      |
| 13   | 1月25日        | イモは私の青春そのもの 大学いもの巻      | 大学芋     | イギリス人 ケンブリッジ・ ノリッジ（元医師） スペイン人（ボローニャ（2店舗））                                                                 | - ジャガイモのシュークリーム、マルメロクリーム入り -                                   |
| 14   | 2月1日         | 親子丼オリンピックの巻                   | 親子丼     | スペイン（パンプローナ）のバル 香港 イタリア（ナポリ） タイ（ラーチャブリーのジャングル料理店） ネパール（カトマンズの元宮殿のホテルの料理長） | -                                                                                      |
| 15   | 3月1日         | 武将もカブトぬぐ かぶと煮の巻            | かぶと煮   | スペイン・タイ | -                                                                                      |
| 16   | 3月8日         | まだまだあるよ! 傑作料理の巻             | -          | - | -                                                                                      |
| 17   | 3月15日        | 幸せ包んで 大福の巻                      | 大福       | イタリア・バリ | -                                                                                      |
| 18   | 3月22日        | ベストオブ妄想ニホン料理の巻             | -          | - | -                                                                                      |

#### シーズン2（2014年度）
| 回数 | 放送日          | サブタイトル                            | 料理                                    | 挑戦者                                                                                               | 結果・食材 |
| ---- | --------------- | --------------------------------------- | --------------------------------------- | --- | --- |
| 1    | 2014年 10月11日 | 妖怪大集合! かっぱ巻きの巻              | かっぱ巻き                              | チェコ（プラハ 2店舗） バリ島（2店舗）                                                               | ニジマスのリーキロール ドジョウの蒸しつみれの揚げ物                                                                                            |
| 2    | 10月18日        | どげ～なもんでしょな♪ 茶わんむしの巻    | 茶碗蒸し                                | ドイツ（マイセン 2店舗、マイセン焼工房） フィリピン（マニラ・マラカニアン宮殿内のレストラン）        | 生クリーム入り魚介スープの茶碗蒸し、マスと白身魚のフダンソウ巻き入り 鶏風味のココナッツスープ                                                  |
| 3    | 10月25日        | アンマンであんまんの巻                  | あんまん                                | フランス・パリ (クリストフ・アダム、ダヴィッド・トゥタン セバスチャン・ゴダール） ヨルダン・アンマン | トウモロコシのムース・ニンニク入り シロップ漬けクナーファのクリームサンド                                                                      |
| 4    | 11月1日         | あぶってからかいの巻                    | あぶってかも                            | 山形県                                                                                               | - |
| 4    | 11月1日         | あぶってからかいの巻                    | からかい                                | 福岡市                                                                                               | - |
| 5    | 11月8日         | 哀愁の港の 磯辺焼きの巻                 | 磯辺焼き                                | モロッコ・エッサウィラ フィリピン・ネグロス島（2軒）                                                 | タコのアルガン油煮醤油風味 甘い詰め物の焼きイカ                                                                                                |
| 6    | 11月15日        | 大人はわかってくれない お子様ランチの巻 | お子様ランチ                            | アブダビ（2軒・どちらもシリア人） 中国（成都市・綿竹市                                               | - |
| 7    | 11月29日        | 歓喜のぐちゃぐちゃ キャウンの巻         | コンデ・キャウン(スリランカ)            | 京都市上七軒                                                                                         | - |
| 7    | 11月29日        | 歓喜のぐちゃぐちゃ キャウンの巻         | アレグリア（メキシコ）                  | 東京都人形町                                                                                         | - |
| 7    | 11月29日        | 歓喜のぐちゃぐちゃ キャウンの巻         | イートン・メス（イギリス）              | 石川県小松市                                                                                         | - |
| 8    | 12月6日         | 酒と男と女と酒盗の巻                    | 酒盗                                    | フランス・ブルゴーニュのボーヌ・シャブリ チェコのプルゼニ                                            | アンコウの肝のコンフィのトマト煮 牛の睾丸のスパイシー煮込み                                                                                    |
| 9    | 12月20日        | 幸福の白いみぞれ鍋の巻                  | みぞれ鍋                                | スイス・ルガーノ(2店舗) モロッコ・マラケシュ(2店舗)                                                  | ポレンタ入りカボチャスープ 鶏肉とヒヨコマメのスープ・レモンと卵黄のソース添え                                                                  |
| 10   | 2015年 1月1日   | ウィーンから来た イケメン兄弟の巻       | きんとん うなぎもどき                   | レンク兄弟（オーストリア料理人）                                                                     | - |
| 10   | 2015年 1月1日   | ウィーンから来た イケメン兄弟の巻       | 修道女のおなら ファルシェ・シュネッケン | 日本人料理人                                                                                         | - |
| 11   | 1月10日         | みみ、イッチャーシー?の巻               | ヒルイッチャーシー                      | 山梨県                                                                                               | - |
| 11   | 1月10日         | みみ、イッチャーシー?の巻               | みみ                                    | 喜界島                                                                                               | - |
| 12   | 1月24日         | 血風!ジンギスカンの巻                   | ジンギスカン                            | トルコのカッパドキアとイスタンブール ドイツのハンブルク(2軒)                                         | ラム肉とブルグル(挽き割り小麦)団子のピリ辛ブイヨン煮込み ホッカイドウカボチャのスープのつけ麺パスタ、牛ヒレ肉の箸刺し添え                      |
| 13   | 1月31日         | カレーなる友人 福神漬の巻               | 福神漬                                  | ギリシャのアテネ(2店舗) 中国の揚州(広東出身者)                                                       | カレー風味の野菜のマリネ、ウナギの豚の脂身巻きの串焼き添え ヒラメと野菜の素揚げのマリネ                                                        |
| 14   | 2月7日          | よきかな! ぜんざいの巻                  | ぜんざい                                | イタリアのミラノ(2店舗) ヨルダンのサルト、マダバ                                                     | リコッタチーズ入り五平餅 ローズウォーター風味のシェーブルチーズの小麦粥                                                                        |
| 15   | 2月14日         | オハウどどめせの巻                      | オハウ                                  | 岡山県瀬戸内市                                                                                       | - |
| 15   | 2月14日         | オハウどどめせの巻                      | どどめせ                                | 北海道（アイヌ）                                                                                     | - |
| 16   | 2月21日         | まだまだあるよ傑作料理の巻Ⅱ             | -                                       | - | - |
| 17   | 2月28日         | モジモジしないで♪ もんじゃ焼きの巻      | もんじゃ焼き                            | ギリシャ・アテネ ナフプリオ 中国蘇州市                                                               | ウゾでフランベしたイカそうめんと、バジルソースとペコリーノを乗せた輪切りトマト ホウレンソウとポロネギとディルのΘ形お好み焼きフェタチーズ添え - |
| 18   | 3月7日          | ああジュリエット! 五目ちらしの巻        | 五目ちらし                              | イタリア・ベローナ(2店舗) トルコ・イスタンブール カッパドキア                                        | 仔牛肉(チョップ)のソテー シーバスとエビのグリル、野菜カレー掛け -                                                                              |
| 19   | 3月14日         | なんばんべっちょで でこまわしの巻       | なんばんべっちょ                        | 徳島県祖谷                                                                                           | - |
| 19   | 3月14日         | なんばんべっちょで でこまわしの巻       | でこまわし                              | 秋田県八峰                                                                                           | - |
| 19   | 3月28日         | 2014年度 ベスト妄想ニホン料理の巻       | -                                       | - | - |

#### シーズン3(2015年度)
| 回数 | 放送日         | サブタイトル                     | 料理           | 挑戦者 | 結果・食材 |
| ---- | -------------- | -------------------------------- | -------------- | --- | --- |
| 1    | 2015年 4月24日 | ゴールデンだサンバ バッテラの巻  | バッテラ       | ポルトガルのアベイロとリスボン(リベイラ市場に 店を構える元弁護士の料理人女性タレント) ブラジルのサルバドール・ダ・バイーア(2店舗) | アフリカチヌ、タマネギ、セロリ、 トマト、ジャガイモのカルデイラーダ バデージョ(ハタ科)のムケッカの寒天寄せ                                                                               |
| 2    | 5月22日        | それジャンジャン! わんこそばの巻 | わんこそば     | イタリアのボローニャとフィレンツェ タイのチェンマイ(2店舗)                                                                        | イタリア各地のパスタ料理 バミーと細長くした蒸し野菜と5種のナムプリック |
| 3    | 6月26日        | おてんばラブの巻                 | てんばおくもじ | 佐賀県唐津市 | - |
| 3    | 6月26日        | おてんばラブの巻                 | だぶ           | 石川県金沢市・白山市 | - |
| 4    | 7月24日        | ケッコウな発酵で くさやの巻      | くさや         | フランスのモン・サン＝ミシェルのMOF パリ・フェデルブ地区のビストロ カンボジア・プノンペン(2軒)                                    | ヌーシャテルとアカザのムース - 海老のプラホックと魚醤、コブミカン風味煮込み |
| 5    | 9月18日        | 明日にかける 生八ツ橋の巻        | 生八ツ橋       | ハンガリーのブダペストのカフェ・ルスヴルムとブダペストのボートレストランと別のレストラン 中国・杭州の西湖のレストランと茶館       | (ボートレストラン)吊り橋を模したシナモン味のシルバーシュゴンボーツ (レストラン)砕いた氷の上にアーチ形に切った7つのニンジンに乗せた、龍井茶団子をホウレンソウ風味の生地で包んで揚げたもの |
| 6    | 10月22日       | 月に雁（かり）ぱんびんの巻       | ナビパンビン   | 岩手県(遠野と一関) | - |
| 6    | 10月22日       | 月に雁（かり）ぱんびんの巻       | がんづき       | 沖縄県宮古島 | - |
| 7    | 11月20日       | ホッと花咲く ぼたん鍋の巻        | ぼたん鍋       | フランスのル・ブルジェ＝デュ＝ラック(fr)とリヨン(ラ メール ブラジィエ(fr)のオーナーシェフ、マチュ・ヴィアネ(fr) 中国の昆明(2店舗) | (リヨン)リヨン風ソーセージのキノコとタマネギのスープ、ビーツ風味 5種の高級キノコの昆明風土鍋                                                                                             |
| 8    | 2016年 1月22日 | ああ川の流れのように 土手鍋の巻  | 土手鍋         | ブラジル・セルビア | |
| 9    | 2月19日        | へぼの衝撃 まめしの微笑の巻      | へぼめし       | 大分県臼杵市 | - |
| 9    | 2月19日        | へぼの衝撃 まめしの微笑の巻      | きらすまめし   | 岐阜県美濃地方 | - |
| 10   | 3月18日        | 笑って泣いて 最終回の巻          | 柿の種         | ソフィック&シャヒダル （バングラデシュ人料理人）                                                                                  | 揚げ棒ダラと蒸し野菜炒め |

## コラボレーション
同枠の関東地方（一部回茨城県を除く、かつ一部回甲信越地方含む）で、月1 - 2回程度放送される「キッチンが走る!」、並びに月曜22:55 - 23:20に放送される「サラメシ」の3つのグルメ情報番組をコラボした「夏のうまいものまつり 妄想ニホンキッチンが走る」を2015年8月21日 19:35 - 20:48 に放送された。
当番組からは2015年2月7日のぜんざい回の回答者の一人であったイタリア人シェフ、クリスチャン・マグリを交え、神奈川県の山奥で食材探しをしたほか、栗原類を出題者に「妄想イギリス料理対決」を展開した（お題はラブ・イン・ディスガイス（Love In Disguise））。